# Antonina Rudenko
Antonina Pavlovna Rudenko (en russe : Антонина Павловна Руденко), née le 28 mai 1950 à Yalta (RSFS de Russie), est une nageuse soviétique.

## Carrière
Antonina Rudenko remporte aux championnats d'Europe de natation 1966 la médaille d'or du relais 4 × 100 mètres nage libre et la médaille d'argent du 4 × 100 mètres quatre nages.